# To You
To You è un brano musicale jazz composto da Thad Jones e inciso per la prima volta il 6 luglio  1961 a New York per la Columbia Records dalle orchestre unite di Count Basie e Duke Ellington e pubblicato all'interno dell'album First Time! The Count Meets the Duke.
Questa è una delle più belle ballate mai realizzate per un grande ensemble jazz. Il pezzo ha una struttura molto equilibrata, calda e legata basata su materiale melodico sostenuto ed armonie lussureggianti. Notevole l'assolo di trombone che dimostra la sensibilità e la musicalità delle due orchestre.

## Musicisti
La formazione della prima incisione del 1961 era la seguente:
- Duke Ellington, Count Basie – piano
- Cat Anderson, Willie Cook, Eddie Mullens, Ray Nance, Sonny Cohn, Lennie Johnson, Thad Jones, Snooky Young - tromba
- Lou Blackburn, Lawrence Brown, Henry Coker, Quentin Jackson, Benny Powell - trombone
- Juan Tizol - trombone a pistoni
- Jimmy Hamilton - clarinetto, sax tenore
- Johnny Hodges - sax alto
- Russell Procope, Marshal Royal - sax alto, clarinetto
- Frank Wess - sax alto, sax tenor, flauto
- Paul Gonsalves, Frank Foster, Budd Johnson - sax tenore
- Harry Carney, Charlie Fowlkes - sax baritono
- Freddie Green - chitarra
- Aaron Bell, Eddie Jones - double bass
- Sam Woodyard, Sonny Payne - batteria
- Thad Jones - arrangiamento

## Altre versioni
- Nel 1985 i Manhattan Trasfer ne incisero una loro versione cantata nel loro album Vocalese con un testo scritto da Jon Hendricks